# Fågelkryss
Fågelkryss är de kryss en fågelskådare gör på en krysslista. Ett sådant kryss innebär att fågelskådaren bockar av att vederbörande sett och/eller hört en fågel av en viss art. Många fågelskådare räknar sina "kryss". Det finns många olika typer av kryss, såsom livskryss (det vill säga fågelarter observerade under ens livstid, ofta underförstått inom fågelskådarens hemland), årskryss (det vill säga fågelarter observerade under ett visst kalenderår) och tomtkryss (det vill säga fågelarter observerade från den egna tomten).

## Fågelkryss i olika länder

### I Sverige
Den fågelskådare som på Club 300:s lista över medlemmar efter antal livskryss, Sverigelistan, har rapporterat in flest Sverigekryss (det vill säga kryss inom Sveriges gränser) har för närvarande (juli 2023) 486 Sverigekryss. När fågelskådare generellt uppger antal kryss i Sverige finns inget kontrollsystem för att motverka lögn - kryssandet baseras istället på heder. Ovanliga arter måste dock vara verifierade av BirdLife Sveriges Raritetskommitté eller regionalföreningarnas rapportkommittéer för att få räknas hos Club300. 
I Sverige får både hörda och sedda fåglar kryssas. Detta skiljer mellan olika länder, i vissa länder går det bara att kryssa om man även sett fågeln. Anledningen till att Club300 i Sverige valt att godkänna hörkryss är dels för att vissa arter är lättare att identifiera på läte än på utseende, samt en etisk aspekt, att många fåglar för att ses skulle behöva störas onödigt mycket.